# حاج يوسف (دهسرد)
حاج یوسف (بالفارسية: حاج یوسف) هي قرية تقع في إيران في قسم دهسرد الريفي.